# Ткачук Іван Васильович
Іва́н Васи́льович Ткачу́к  (25 вересня 1891, П'ядики Коломийського повіту на Галичині (нині Коломийського р-ну Івано-Франківської обл.) — 9 жовтня 1948, Львів) — старшина Легіону УСС, український прозаїк лівого спрямування, журналіст, літератор.

## Біографія
Народився 25 вересня 1891 року в родині громадян Австро-Угорської імперії. Закінчив сільську школу, навчався в українській Коломийській гімназії, проте був виключений з неї через участь у підпільних марксистських гуртках.
Під час Першої світової війни добровільно вступив до легіону Українських січових стрільців (УСС). Станом на 1916 р. — командир сотні УСС. 
У вересні 1916 року поблизу Бережан попав у російський полон, а з 1917 року пристав до більшовиків і лишився працювати в окупаційних установах УСРР. Брав участь в інтервенції радянських військ на західноукраїнські землі. 
Після демобілізації з лав Червоної армії (з 1919) залишився у Катеринославі.
Працював редактором газет «Советский путь» і «Думка» в Мелітополі.
Під псевдонімом Іван Чорнобиль писав у газеті «Червона правда» — видання політвідділу 1-ї Кінної армії. У 1924 редагує в Катеринославі селянську газету «Зірка», де з літа друкується сторінка літературної організації «Плуг». 1925 року з його ініціативи став виходити літературний часопис «Зоря». Призначений у січні 1928 року редактором  окружної (обласної) газети «Звезда» Іван Ткачук багато зробив для українізації газети. При ньому тираж газети в липні 1928 року зріс до 45 тисяч. У 1928 році Ткачук залишає газету «Звезда», яка в листопаді 1929 року стала україномовною «Зорею» і видається нині під цим іменем.
Після переїзду до Харкова був одним з організаторів письменницької організації «Західна Україна», яка гуртувала літераторів із колишньої Австро-Угорщини, що пішли на співпрацю зі сталіністами. Працював редактором у журналі «Західна Україна», у щоденній газеті «Комуніст», у видавництві ЛІМ. Був членом профспілки друкарів.
7 грудня 1933 р. Іван Ткачук був заарештований органами ДПУ в Харкові. Йому висунуто звинувачення у приналежності до УВО та в підготовці терористичного замаху. «Особливою трійкою» при ДПУ 26 лютого 1934 року засуджений на п'ять років позбавлення волі у «виправно-трудових таборах, без обмеження в правах». 7 січня 1936 втік із табору, був впійманий і засуджений додатково до основного строку ще на три роки. Був звільнений у 1939 р.
Після Другої світової війни Ткачук, уже важко хворий, повертається до Львова, де пробує поновити свою літературну творчість, працює над романом «Розбиті кордони». Проте цей твір так і залишився недописаний — автор помер 9 жовтня 1948 р. Похований на Личаківському цвинтарі, поле № 5.
17 квітня 1957 року судова колегія з кримінальних справ Верховного суду УРСР реабілітувала Івана Ткачука за відсутністю складу злочину.

## Твори
Окремими виданнями вийшли збірки оповідань
- Помста (1927).
- Смерекові шуми (1929).
- Безробітний (1930).
- На вкраденій землі (1930)
- Незакінчений лист (1930).
- Прострілений декрет (1930).
- Українці за океаном (1930).
- Над Збручем (1931).
- Страйк (1931).
- За Кавказькими хребтами (1932).
- На вкраденій землі (1933).
- На Верховині (1955, 1968).

## Сім‘я
Дружина Мотря Тимофіївна (1895 р. н.), дочка Галина (1921 р. н.), син Радомир (1926 р. н.).